# Мишаткин, Юрий Иванович
Ю́рий Ива́нович Миша́ткин (род. 5 июня 1934, Тифлис, Грузинская ССР, СССР) — советский и российский прозаик, драматург, журналист, детский писатель. Член Союза писателей СССР (России). Проживает в Волгограде.

## Биография
Родился в Тифлисе в семье врача. В 1954 году поступил на сценарный факультет ВГИКа. Окончил Высшие литературные курсы. Работал редактором сценарного отдела Кишинёвской киностудии, редактором на Волгоградском телевидении, заведующим литературной частью Волгоградского ТЮЗа. Писал пьесы, которые ставились в театрах Волгограда.
Свой первый рассказ «В ночном» по одним данным опубликовал в 1954 году в газете «Молодёжь Грузии», по другим данным — в 1953 году в тбилисской газете «Молодой сталинец».
В 1960-е годы, работая корреспондентом газеты «Молодой ленинец», во время командировки в Городищенский район побывал на могиле Гули Королёвой. Позже познакомился с её отцом режиссёром Владимиром Королёвым, которому передал снимок с могилы. Владимир Королёв в благодарность познакомил Юрия Мишаткина с письмами, которые дочь писала ему со Сталинградского фронта. Эта переписка легла в основу повести «Письма без марок», которая является продолжением произведения Елены Ильиной «Четвёртая высота». В 1966 году написал повесть «Тридцать третий лишний» в соавторстве с Анной Аксёновой.
C 1969 года член Союза писателей СССР (России).
В книге «Трое суток перед казнью» писатель повествует о жителе станицы Потёмкинской революционере Василии Генералове, сподвижнике Александра Ульянова.
В 2008 году за книги «Рыцарский меч Сталинграда» и «По острию меча» стал лауреатом всероссийской литературной премии «Сталинград».
В книге «Невольник чести беспощадной» описывает наименее изученные эпизоды из жизни поэта Александра Сергеевича Пушкина.
Некоторые произведения переведены на армянский, белорусский, грузинский, молдавский, монгольский, немецкий, словацкий, удмуртский, узбекский, украинский языки.
Юрий Мишаткин в основном стал известен благодаря серии произведений о чекисте Магуре: «Расстрелян в полночь», «Схватка не на жизнь», «Особо опасны при задержании», «Тайна подлежит разглашению», «Оставь страх за порогом», «Без права на провал». Работая над этими произведениями, автор собирал материал в архивах, в том числе и засекреченных. За эти произведения неоднократно получал ведомственные награды.

## Творчество

### Книги
- Все мы капитаны: очерки. — Сталинград: Книжное издательство. — 1961.
- Где море встречается с небом: рассказы. Сталинград: Книжное издательство. — 1961.
- У моря свои законы. Сталинград. — 1961.
- Эй, бей, турумбей!: рассказы о Гайдаре. — Москва: Советская Россия. — 1961.
- Письма без марок: документальная повесть о Гули Королёвой. — Волгоград: Книжное издательство. — 1962.
- Рассказы о смелом всаднике: Из жизни Аркадия Гайдара. — Волгоград: Волгоградское книжное издательство. — 1962.
- Три рассказа о Ленине. — Москва: Детский Мир. — 1962.
- Выше нос, капитан!: маленькие повести. — Волгоград: Книжное издательство. — 1963.
- Птицы покидают гнезда: рассказы. — Волгоград: Книжное издательство. — 1963.
- Клятва Аркадия Гайдара. — Москва: Малыш. — 1964.
- Письма без марок: рассказы о письмах Гули Королёвой. — Москва: Молодая гвардия. — 1964.
- Подарок Ильича: рассказы о Ленине. — Волгоград: Нижне-Волжское книжное издательство. — 1964.
- Пятеро на берегу: рассказы. — Волгоград: Нижне-Волжское книжное издательство. — 1965.
- У моря свои законы: повесть и рассказы. — Москва: Молодая гвардия. — 1965.
- Кому что интересно: рассказы и повесть. — Волгоград: Нижне-Волжское книжное издательство. — 1966.
- Сигнал бедствия: рассказы о красоте душевной. — Москва: Советская Россия. — 1966.
- Котька Галкин — великий выдумщик: три истории. — Москва: Молодая гвардия. — 1968.
- Расстрелян в полночь: приключенческая повесть. — Волгоград: Нижне-Волжское книжное издательство. — 1968.
- Я навсегда остался в детстве: Рассказ о Мише Гришине с его стихами и дневником. — Волгоград: Нижне-Волжское книжное издательство. — 1968.
- Ленинский карандаш: рассказ. — Москва: Малыш. — 1969.
- Львы засыпают на рассвете. — Волгоград: Нижне-Волжское книжное издательство. — 1969.
- Трое суток перед казнью: историческая повесть. — Волгоград: Нижне-Волжское книжное издательство. — 1976.
- Схватка не на жизнь: приключенческая повесть. — Волгоград: Нижне-Волжское книжное издательство. — 1977.
- Особо опасны при задержании: приключенческие повести. — Волгоград: Нижне-Волжское книжное издательство. — 1980.
- Тайна подлежит разглашению: повесть о чекисте. — Волгоград: Нижне-Волжское книжное издательство. — 1982.
- Без шанса на успех; Место провокации Берлин; Охота на фельдмаршала. — Волгоград: Нижне-Волжское книжное издательство. — 1985.
- Бессмертник, опаленный войной: пятнадцать сталинградских новелл. — Волгоград: Волгоградский комитет по печати. — 1995.
- Даже смерть не разлучит: Маленкий роман. Повесть. Трилогия. Новеллы. Житие. — Волгоград: Волгоградский комитет по печати. — 1995.
- Двум смертям не бывать: невыдуманные судьбы обвиняемых и обвинителей, палачей и их жертв. — Волгоград: Волгоградский комитет по печати и информации. — 1997.
- По острию меча: роман приключений. — Волгоград: Волгоградский комитет по печати и информации. — 1997.
- Рыцарский меч Сталинграда: повести. — Волгоград: Принт. — 2002.
- Тайное общество «Долой косички!»: сказочные, приключенческие и непридуманные повести, рассказы. — Волгоград: Издатель. — 2004.
- Осколок у сердца: повести, рассказы, очерки. — Волгоград: Принт. — 2005.
- Невольник чести беспощадной: рассказы, этюды, повесть, роман-исповедь. — Волгоград: Издатель. — 2006.
- Ушли, чтобы остаться: рассказы, исторические очерки, документальные повести, воспоминания. — Волгоград: Издатель. — 2009.
- Оставь страх за порогом: роман приключений. — Волгоград: Издатель. — 2012. // Оставь страх за порогом: роман. — Москва: Вече. — 2014.
- Без права на провал. — Москва: Вече. — 2015.

## Награды
- Медаль «70 лет ВЧК-КГБ» (1987).
- Знаком «Отличник МВД СССР».
- Почётный знак «200 лет Российской юстиции».
- Медаль «85 лет ВЧК-КГБ».
- Лауреат Всесоюзного конкурса КГБ.
- Лауреат областного конкурса «50 лет Победы».
- Лауреат всероссийской литературной премии «Сталинград» (2008).
- Почетный знак «Царицынская муза» за книги последних лет и большие заслуги перед волгоградской литературой (2015).